# Marco Polo et la Rute de la Soie
Marco Polo et la Rute de la Soie (en francès en l'original) és una monografia il·lustrada sobre la història de la Ruta de la Seda. L'obra pertany al sinòleg francès Jean-Pierre Drège (1989). L'edició original en francès es publicà el 1989.

## Resum
La Ruta de la Seda, que uneix Europa amb l'Extrem Orient, sempre s'ha considerat misteriosa. Entre Europa i l'Extrem Orient hi ha les estepes i muntanyes d'Àsia Central. Marco Polo feu factible el camí cap a l'Extrem Orient i la seua obra descriu com és aquest camí.
El capítol I parla sobre la història antiga, des del segle I abans de la nostra era fins al segle I, una època d'ambaixades. El capítol II tracta sobre els aspectes religiosos, des de l'Antiguitat tardana fins al voltant del segle ix. Parla dels pelegrins, la transmissió del budisme, del zoroastrisme, del maniqueisme i del cristianisme nestorià de l'Església d'Orient al llarg de la Ruta de la Seda. El capítol III tracta de l'economia i el comerç entre Occident i Orient durant l'edat mitjana. El capítol IV se centra en el viatge de l'autor. El capítol V tracta de les missions catòliques a Orient després de l'època de Marco Polo. El capítol VI relata les navegacions cap a l'Orient durant i després de l'Era dels Descobriments.
L'obra està il·lustrada, i inclou imatges poc comunes com una estàtua xinesa de Marco Polo com a Arhat.

## Contingut
Corpus
- "Tràiler" (pàg. 1–9, una sèrie de miniatures procedents d'Els viatges de Marco Polo, amb textos)
- Capítol I: "El temps dels ambaixadors" (pàgs. 13–31)
- Capítol II: "El temps dels pelegrins" (pàgs. 33–45)
- Capítol III: "El temps dels mercaders" (pàgs. 47–65)
- Capítol IV: "Marco Polo" (pàgs. 67–97)
- Capítol V: "El triomf dels missioners" (pàgs. 99–109)
- Capítol VI: "El temps dels navegants" (pàgs. 111–127)

Testimoniatges i documents
1. El camí (pàgs. 130–137)
2. A l'assalt del Pamir (pàgs. 138–139)
3. Els perills (pàgs. 140–145)
4. Dimonis i meravelles (pàgs. 146–153)
5. Sobre l'or i les espècies (pàgs. 154–155)
6. Mercader o ambaixador? (pàgs. 156–159)
7. Marco Polo, revisat i corregit (pàgs. 160–167)
8. L'època dels arqueòlegs (pàgs. 168–177)
9. Rutes de la seda, rutes de diàleg (pàgs. 178–179)

Annexos
- Cronologia d'Europa, Orient, Egipte, Pèrsia, Àsia Central, l'Índia, Àsia del sud-est i la Xina (pàgs. 180–185)
- Bibliografia (p. 186)
- Índex d'il·lustracions (pàgs. 187–189)
- Índex alfabètic (pàgs. 189–191)
- Índex de matèries (p. 192)

## Acollida
El lloc web Babelio atorga al llibre una qualificació mitjana de 3,43 sobre 5, basada en 14 qualificacions. En el lloc web Goodreads, l'obra obté una mitjana de 3,29 sobre 5 basada en 7 qualificacions, i açò significa "opinions generalment positives".

## Crítiques
D'acord amb la historiadora Françoise Aubin en Études chinoises, "la sobrietat en l'expressió i la precisió meticulosa en els noms i dates no lleven en absolut atractiu a un tema que el públic sol considerar servit amb hipèrboles i aproximacions grolleres. Claredat i precisió de la presentació, mapes, índexs... tot contribueix al fet que, a més a més, siga un instrument de treball molt útil. Les ments puntimirades sols trobaran fallades en les dues pàgines de la línia de temps final, en què alguns errors d'impressió i inconsistències de transcripció suggereixen proves mal llegides: no hi ha millor compliment per a tal cos de ciència que una ressenya tan limitada!»
Una ressenya publicada per la Universitat de Tecnologia de Chaoyang de Taitxung donà a aquesta obra una crítica positiva: "Amb textos interessants i il·lustracions fascinants, la lectura d'aquest llibre mai no es fa avorrida. El fil narratiu de cada capítol està ben vinculat, i això ajuda al lector a connectar diferents fets històrics en la ment. En el capítol IV, una rica descripció dedicada a la vida de Marco Polo és un altre punt fort d'aquesta petita obra".